# Vous êtes de la police ?
Pour plus de détails, voir Fiche technique et Distribution.
Vous êtes de la police ? est un film franco-belge réalisé par Romuald Beugnon en 2007.

## Synopsis
Simon, inspecteur de police à la retraite, n'apprécie pas du tout d'être placé dans une résidence pour personnes âgées. Heureusement, il se lie très vite d'amitié avec un autre pensionnaire, Alfred, l’ancien propriétaire des lieux, jovial et débonnaire. Mais ce dernier décède dans d'étranges circonstances.
La direction de l'établissement, confortée par la gendarmerie, conclut à un accident. Simon, quant à lui, est persuadé qu'il s'agit d'un crime et il est bien décidé à en percer le mystère. Le voici parti avec un autre pensionnaire, Francky, rocker roublard et kleptomane, pour une enquête policière peu commune.

## Fiche technique
- Titre original : Vous êtes de la police ?
- Autre titre : Les Sapins bleus
- Réalisation : Romuald Beugnon
- Scénario : Romuald Beugnon Benjamin Leroux
- Photographie : Laurent Brunet
- Montage :  Erika Haglund
- Musique :  Sébastien Gaxie
- Décors : Igor Gabriel
- Costumes :  Caroline Tavernier
- Son :  Benoît De Clerck
- Producteurs : Jérôme Bleitrach, Emmanuel Agneray
- Coproducteurs : Jean-Pierre et Luc Dardenne
- Société de production : 
  -  France : Bizibi, Arte France Cinéma, Studiocanal, Cofinova 3
  -  Belgique : Les Films du Fleuve, RTBF
- Exportation/Distribution internationale : Memento Films International
- Budget : 2 400 000 euros
- Pays de production :  France,  Belgique
- Langue : français
- Format : couleur — 35 mm — 1,85:1 — Son : Dolby SR
- Genre : comédie policière
- Durée : 90 minutes
- Dates de sortie : 
  - Canada : 1er septembre 2007 (Festival des films du monde de Montréal)
  - France : 19 décembre 2007
  - Belgique : 11 juin 2008
- N° de visa : 110893

## Distribution
- Jean-Pierre Cassel : Simon Sablonnet
- Philippe Nahon : Francky Garcia
- Jean-Claude Brialy : Alfred Lamproie
- Micheline Presle: Jane Latour-Jackson
- Yolande Moreau : Christine Léger
- Firmine Richard : Chantal Dumas
- Marilyne Canto : Monique Laval
- Pol Deranne : Jacques Poutrard
- Sylviane Ramboux : Edwige Renard
- Thérèse Roussel : Sidonie Bervelbeck
- Catherine Belkacem : Aglaé François
- Marie-Rose Roland : Marielle Sablonnet
- Sophie Dewulf : Maeva Leloup
- Albert Blanchard : Jean-Jacques Loubin
- Anne Dethier : Sylvie Gonzalez
- Mylène Gilsons : Madeleine Bouteloup

## À noter
- Dernier rôle au cinéma pour Jean-Claude Brialy et avant-dernier pour Jean-Pierre Cassel, tous deux décédés en 2007, à un mois d'intervalle.
- 2007 : Festival international des jeunes réalisateurs de Saint-Jean-de-Luz : prix  du meilleur acteur pour Philippe Nahon